# Nokia 105
Nokia 105是Nokia生產的直立式功能型手機，2013年5月1日發布。

## 規格
| 類型     | 功能型手機                                                              |
| 手機規格 | 直立式                                                                  |
| 尺寸     | 高度：107.0（4.21英寸）；寬度：44.8（1.76英寸）；厚度：14.3（0.56英寸） |
| 重量     | 70.0克（2.47盎司）                                                      |
| 操作系统 | Series 30                                                               |
| 電池     | 800 mAh                                                                 |
| 顯示器   | 1.45英寸（37）                                                          |

## 外部連結
- （英文）Nokia 105——全球